# Саидов, Зайд Шерович
Саидов Зайд Шерович (тадж. Саидов Зайд Шерович; род. 1958) — таджикский государственный деятель, предприниматель, политик.

## Биография
Зайд Саидов родился 20 марта 1958 года в селе Шодмони Комсомолобадского района РРП Республики Таджикистан.
В 1976 году окончил среднюю школу № 5 Комсомолобадского района.
В 1978 году поступил на первый курс экономического факультета Таджикского государственного университета, полный курс которого окончил в 1983 году, получив квалификацию экономиста, специальность — планирование промышленности.

#### Трудовая деятельность
В августе 1983 поступил на работу в Душанбинское объединение «Ритуал» Министерство бытового обслуживания Республики Таджикистан — экономистом. С июля 1984 по июнь 1987 года работал главным инженером названного объединения.
С июня 1987 года по август 1988 года работал начальником кондитерского производства Душанбинского булочно — кондитерского комбината.
С августа 1988 года по май 1991 года работал начальником камнеобрабатывающего производства Душанбинского Ассоциации «Промстройматериалы».
С июня 1991 года по март 1993 год работал директором производственного предприятия «Лаъл» Ассоциации «Промстройматериалы».
С октября 1993 года по июнь 1999 года работал генеральным директором акционерного общества закрытого типа «Халиф» в городе Москве.

#### Государственная служба
С июня 1999 года по январь 2002 года занимал пост Председателя Государственного комитета Республики Таджикистан по делам промышленности.
С января 2002 года по 2007 года — Министр промышленности Республики Таджикистан.

#### Общественная деятельность
С 2007 года по 2013 год возглавлял Федерацию настольного тенниса Таджикистана. С 2007 года по 2013 год — Председатель Ассоциации производителей и предпринимателей Таджикистана. С июня 2012 года — Председатель Координационного Совета бизнес-ассоциаций и общественных объединений Республики Таджикистан

#### Политическая деятельность
Саидов З. Ш. являясь активным участником межтаджикского переговорного процесса, внес вклад в достижении мира и согласия в Таджикистане, где в 90-х годах прошлого столетия разгорелась гражданская война, унёсшая по разным оценкам от 100 тыс. до 150 тыс. человек.
6 апреля 2013 года Саидов З. Ш. и возглавляемая им инициативная группа сообщили о намерении создать политическую партию «Новый Таджикистан» на центристских позициях. Однако, спустя некоторое время Зайд Саидов был обвинен властями Таджикистана в совершении ряда преступлений, в том числе коррупционного характера во время государственной службы и экономического характера в связи с предпринимательской деятельностью. В связи с чем был задержан 19 мая 2013 г., затем арестован, а впоследствии осужден на 26 лет лишения свободы с конфискацией имущества.
25 декабря 2013 года З. Саидов признан виновным по четырём статьям УК РТ — 138, 247, 319, 170 и приговорен к 26 годам лишения свободы с конфискацией имущества, по другим ранее предъявленным статьям суд вынес определение направить дело на доследование, так как вина З. Саидова по этим статьям не доказана.
ХРОНОЛОГИЯ ПРЕСЛЕДОВАНИЙ
6 апреля 2013 года Саидов З. Ш. с группой соратников объявляет об инициативе по созданию политической партии «Новый Таджикистан».
Начиная с 8 апреля 2013 года начинается давление властей с целью воспрепятствования и дискредитации деятельности по созданию политической партии. Начинают поступать анонимные телефонные угрозы расправы в адрес лидера инициативной группы — Саидова З. Ш., обращения которого в компетентные органы за защитой и привлечения к ответственности виновных не дают никакого результата. В прессу попали признания отдельных лиц о том, что семья Президента страны и его родственники делегируют к Саидову представителя и открыто угрожают ему расправой, если он незамедлительно не откажется от своих политических намерений и не извинится перед Президентом.
19 мая 2013 года в 03.00 часа, по возвращении из командировки в Париж, сразу же у трапа самолёта Саидов З. Ш. задерживается Агентством по государственному финансовому контролю и борьбе с коррупцией (далее — Агентство). Задержание произведено в нарушении ст. ст. 46 (Подозреваемый), 94 (Порядок задержания), 190 (обыск), 191 (Основание для производства выемки), 192 (порядок производства обыска и выемки) Уголовно-процессуального кодекса Республики Таджикистан (далее — УПК). Протокол задержания Саидова З. Ш. составлен по истечении 35 часов после его фактически незаконного задержания в здании Агентства. При задержании также игнорировано то обстоятельство, что Саидов З. Ш. является депутатом Душанбинского городского Маджлиса народных депутатов и, тем самым, были нарушены статьи 21 и 22 Закона РТ «О правовом статусе депутата Маджлиса народных депутатов Горно-Бадахшанской автономной области, областей, города Душанбе, городов и районов», требующие согласия этого органа. Согласие получено лишь спустя 32 часов после задержания. До этого был уже произведен ряд следственных действий, такие как обыск в квартире семьи и родственников, в офисе, очная ставка с Джураевым Н., допрос в качестве подозреваемого, изъятие документов, компьютерной техники, денежных средств и других предметов.
Следствием не законно, то есть в нарушение статьи 5 Закона РТ «О государственной тайне» присваивается делу гриф секретно
В период всего предварительного следствия было грубо нарушено требование статьи 53 УПК, то есть Саидов З. Ш. был полностью лишен права на конфиденциальную и неограниченную во времени и по количестве встречу с адвокатом.
На следующий же день после задержания — 20 мая 2013 года в государственных средствах массовой информации и в основном через телевидение началась крупномасштабная компания по дискредитации Саидова З. Ш. В этот же день в общественных местах и возле дорог стали бесплатно массово раздаваться брошюры клеветнического содержания, где Саидов З. Ш. предстает даже чуть ли ни основным разжигателем гражданской войны в Таджикистане. Было ясно, что в общественном сознании по мнению инициаторов этой компании Саидов З. Ш. должен предстать как государственный преступник, совершивший тяжкие преступления. Нарушены тем самым требования, в основе которых принцип презумпции невиновности, статей 19 Конституции РТ и 15 УПК.
Арестованы имущество и недвижимость Саидова З. Ш., близких и дальних его родственников.
В нарушении статей 53 и 175 УПК органы предварительного следствия и прокуратуры оставляют без рассмотрения более 30 ходатайств адвокатов о пресечении массовых нарушений Конституции и процессуального законодательства в ходе расследования уголовного дела. Вопреки требованиям части 3 ст.210 УПК по заявленным ходатайствам следователи не приняли ни одного постановления об удовлетворении или отказе в их удовлетворении.
Оставлены без удовлетворения многочисленные ходатайства о назначении генетической экспертизы по преступлениям сексуального характера, в то же время, уже после того, как уголовное дело оказалось в суде, выясняется факт назначения такой экспертизы предварительным следствием, причем с грубым нарушением статей 172, 183, 215 ч.3 УПК. В нарушение статьи 210 УПК Саидов З. Ш. не был ознакомлен с постановлением о назначении экспертизы, что лишило его и его защиту права на предоставление дополнительных вопросов экспертам, заявить отвод эксперту, и других прав, предусмотренных статьей. Оговорка в постановлении о том, что Саидов З. Ш. ознакомился с этим решением 12 августа 2013 года в здании Агентства, оказался фальшивкой — на суде адвокаты путём соответствующего запроса доказали, что в этот день тот здания СИЗО ГКНБ РТ не покидал. Другим убедительным доказательством фабрикации дела с применением незаконных средств и способов является подделка заключения экспертизы, в результате которой отрицательный результат исследования на предмет отцовства Саидова З. Ш. был представлен как положительный. Руководство и специалисты московской лаборатории «Био-Папа», которая была выбрана самим органом следствия в качестве экспертного учреждения, дали документальное, включая видео подтверждение того, что их экспертное заключение сфальсифицировано. С учетом же обстоятельств и специфики назначения экспертизы можно сделать однозначный вывод: эта беспрецедентная преступная акция дело рук самого органа следствия. Тем не менее и несмотря на обращения защиты, в том числе в Генеральную прокуратуру о привлечении виновных к ответственности, никакие меры не приняты.
Не обошлось и без давления на членов семьи Саидова З. Ш. и его сторонников. Так, за проведенный «Флэш-моб» посвященный к 100 дням с момента задержания Саидова З. Ш. и нахождения его под стражей, были подвергнуты судом административному аресту сроком на 5 суток, четверо сыновей, зять и заместитель Саидова З. Ш. по инициативной группы по созданию политической партии «Новый Таджикистан» Касымов М. Х., а также была подвергнута административному штрафу член инициативной группы создаваемой партии Сохибназарова М.
Массированному давлению подверглись адвокаты. Их информация, в том числе обращения в компетентные органы о том, что на их телефоны поступают угрозы о расправе, фактах незаконной слежки за ними и прослушивания телефонов, о том, что руководство Агентства распространяет клеветнические заявления о них, — с упорным постоянством игнорируются. По итогам одной из их пресс-конференций (30.07.2013 г.), созванной в ответ на пресс-конференцию Агентства, руководство которого безапелляционно и в нарушение конституционного принципа презумпции невиновности в очередной раз распространило негативную информацию для дискредитации в глазах общественности Саидова З. Ш., адвокаты были в срочном порядке вызваны директором Агентства — Гоибов Ф., который в грубой и неприкрытой форме угрожал им уголовным преследованием и новыми эпизодами обвинения их подзащитного в совершении преступлений сексуального характера. Обещания эти не заставили себя долго ждать. На свет появились эпизоды дела, где пострадавшей числится Гасилина Е. В. Не стали исключением адвокаты. Накануне рассмотрения экономических дел — 6 марта 2014 года под предлогом просрочки возврата банковского кредита, обеспеченного к тому же залогом, берется под стражу и вот уже более 4-х месяцев находится под стражей ведущий адвокат, Председатель одной из коллегии адвокатов страны — Ф. Зокиров, который как раз занимался экономическими делами по поводу имущества Саидова З. Ш. В июле 2014 года без ведома и участия другого адвоката — Ш. Кудратова рассматривается дело о защите чести и достоинства Бобораджабовой М. — той самой, показания которой об отцовстве Саидова З. Ш. по отношению к её ребёнку опровергается заключением экспертизы, что равносильно признанию этих показаний клеветой. Адвокату не дано никаких возможностей для своей же защиты, ему приписывают содержание телефонной беседы, ставшей к тому же достоянием Бобораджабовой М. вследствие несанкционированного прослушивания. Несмотря на это и другие обстоятельства, явно указывающие на шантаж и расправу над адвокатом, осмелевшем защищать интересы Саидова З. Ш., суд полностью удовлетворяет претензии упомянутой гражданки, в том числе компенсацию за моральный вред в размере 200 000 сомони (более 40 000 долларов США), то есть на огромное в условиях одного из беднейших стран мира состояние, возместить даже 2 % которого Ш. Кудратов не в силах.
Ш. Кудратов стал вторым адвокатом З.Саидова, задержанного агентством по борьбе с коррупцией. В марте 2014 года по обвинению в просрочке выплаты банковского кредита был задержан защитник Фахриддин Зокиров. Формально его задержание не касается дела З. Саидова. Зокиров продолжает находиться в СИЗО ГКНБ РТ.
Суд, также, как и предварительное следствие, оставляет вообще без реагирования более 15 ходатайств.
Выдачу копии приговора защитникам суд поставил в зависимость от обязательства о неразглашении, ссылаясь на ст.361 Уголовного кодекса Республики Таджикистан